# Rebelión en Asturias
Rebelión en Asturias, subtitulada prueba de creación colectiva, es una obra de teatro, escrita colectivamente por Albert Camus, Jeanne-Paule Sicard, Bourgeois and Poignant, en 1935 y publicada en 1936 por Edmond Char.

## Resumen
La rebelión en Asturias describe el levantamiento de los trabajadores de 1934 en Asturias. La revuelta de los mineros comienzan en Mieres, en la noche del 5 al 6 de octubre de 1934. El gobierno de centro-derecha (segundo gobierno) de la II República española envía a los militares. La represión, el 19 de octubre, se cobró entre 1500 y 2000 víctimas, incluidos 300 a 400 soldados y 30000 trabajadores serán encarcelados.

## Génesis de la obra
Jeanne-Paule Sicard, en carta a Francine Camus

En cuanto al título, fue objeto de interminables discusiones. Dudamos mucho tiempo entre Nieve y La Vida breve. Terminamos uniéndonos a la revuelta en Asturias por cansancio.

En 1935, Albert Camus, entonces de 22 años, participó en la redacción de esta pieza de actualidad política, con tres amigos del Théâtre du Travail en Argel, Jeanne-Paule Sicard, Bourgeois y Poignant. Lo llamaron  "prueba de creación colectiva". Jeanne-Paule Sicard es uno de los autores. La obra está destinada a ser interpretada por actores aficionados, como los del Théâtre du Travail. Está diseñado como un lienzo en el que los actores están invitados a bordar. Este trabajo fue prohibido por el ayuntamiento.

## Representaciones
La obra de teatro Rebelión en Asturias fue censurada, a principios de 1936, por el alcalde de Argel y no se representó.
- 2011 (6 de agosto) - director: Vincent Siano, Brantes, Teatro Rural de Animación Cultural (TRAC) de Beaume-de-Venise.
- 2012 (22 de julio) - director: Vincent Siano, Saint-Geniez (Alpes-de-Haute-Provence), Teatro rural de animación cultural (TRAC) de Beaume-de-Venise.

## Ediciones
- 1936 - Argel, Charlot, sin nombres de autores.
- 2006 - Ediciones Le Manuscrit français. Colección La Pléiade.